# Avenue Henri-Barbusse (Le Blanc-Mesnil)
Pour les articles homonymes, voir Avenue Henri-Barbusse.
L'avenue Henri-Barbusse est une des principales voies de communication du Blanc-Mesnil, qu'elle parcourt du nord au sud.

## Situation et accès
Cette avenue est l'ancien axe qui mène à Drancy, d'où le nom qu'elle portait jadis,.
Orientée du sud-ouest au nord-est, elle commence son tracé rectiligne à la limite de Drancy, passe entre autres le rond-point de l'avenue Charles-Floquet et de l'avenue de la République et se termine place de la Libération, au carrefour de l'avenue de la Division-Leclerc et de la rue Pasteur.
Elle est desservie par la gare de Drancy.

## Origine du nom
Elle porte le nom de l'écrivain français Henri Barbusse (1873-1935).

## Historique
Pendant l'Occupation, la rue sera provisoirement débaptisée. Le commissariat y emménage dans la maison Koechlin, et de nombreux épisodes de l'Occupation et de la Libération s'y déroulent. Il en partira en 1975.

## Bâtiments remarquables
- Ancienne mairie, de 1912 à 1965[5].
- À l'angle de la rue Maxime-Gorki, la maison Koechlin était la résidence de l'ingénieur Maurice Koechlin, concepteur de la tour Eiffel[6],[7].